# Bolesław Wysłouch

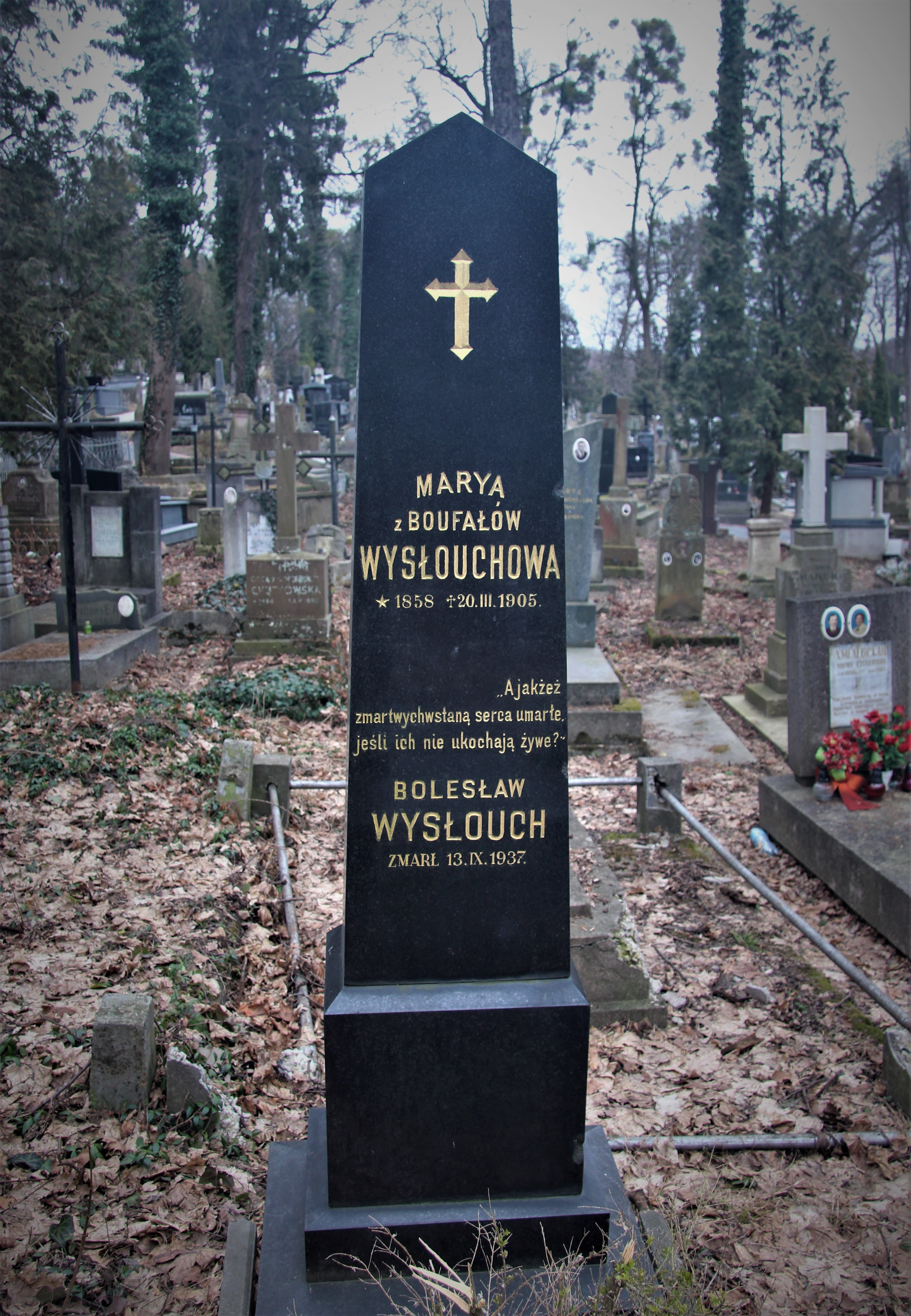
Nagrobek Bolesława Wysłoucha

Bolesław Ignacy Wysłouch herbu Odyniec (ur. 22 listopada 1855 w majątku Socha, zm. 13 września 1937 we Lwowie) – polski współorganizator ruchu ludowego w Galicji i publicysta, senator I kadencji w II Rzeczypospolitej, socjalista, wolnomularz we Lwowie w okresie zaborów.

## Życiorys
Pochodził ze szlacheckiego rodu Wysłouchów z Polesia. Ukończył szkołę średnią we Włocławku, a następnie studia w Instytucie Technologicznym w Petersburgu (1879), uzyskując tytuł inżyniera chemika. Był członkiem kółek studenckich, gdzie zapoznał się z ideałami narodnictwa, Należał do miejscowej polskiej Gminy Socjalistycznej. Jako inżynier chemik pracował w Płocku w latach 1879–1880. Kontaktował się ze środowiskiem socjalistów warszawskich, związanych z z Ludem Polskim Bolesława Limanowskiego. Aresztowano go podczas zebrania robotniczego 10 marca 1880 i w trybie administracyjnym skazano na 3 lata więzienia. Karę odsiadywał w Cytadeli Warszawskiej, a następnie w Twierdzy Modlin. W tym czasie poznał swoją przyszłą żonę Marię Bouffał, która odwiedzała go w więzieniu, pełniąc funkcję lektorki. Kilka miesięcy po zwolnieniu go z więzienia wzięli jesienią 1884 ślub, a następnie wiosną 1885 przenieśli się do zaboru austriackiego, gdzie osiedli we Lwowie.
Po więziennej edukacji i doświadczeniach zarzucił wyuczony zawód i zajął się wydawaniem i redagowaniem prasy. Początkowo od stycznia 1886 do lipca 1887 redagował „Przegląd Społeczny”, a z 18  wydanych numerów pisma 11 uległo konfiskacie. Warto zaznaczyć, że zamieścił w nim serię artykułów pt. „Szkice programowe”, które uważane są za najwcześniejszą enuncjację społeczno-polityczną, będącą teoretyczną podbudową przyszłego politycznego ruchu ludowego w Galicji. W tym czasie był zarazem socjalistą i bezkompromisowym patriotą polskim. Będąc pod wpływem rosyjskiego socjalizmu agrarnego „narodnictwa” i Bronisława Limanowskiego, określał ustrój społeczno-polityczny przyszłego państwa polskiego jako socjalistyczny. W Uwagach o programie socjalistów polskich (1880) odrzucał kapitalizm jako formację społeczno-polityczną. Formy życia społecznego w kapitalizmie niżej oceniał niż ustrój wspólnoty pierwotnej oparty na wzajemnej solidarności ludzkiej. Szczególną rolę w dziele odbudowy państwa polskiego przypisywał ludowi, w którym upatrywał podstawową siłę społeczną ze względu na liczebność, odporność na wynarodowienie i przywiązanie do ziemi ojczystej. W stosunku do Ukraińców, Białorusinów i Litwinów stał na stanowisku uznania prawa do samodzielnego bytu państwowego wszystkich narodowości, które wchodziły w skład przedrozbiorowej Rzeczypospolitej. Jego stosunek do kwestii żydowskiej był jednak bardziej złożony, gdyż z jednej strony popierał asymilację wykształconej części narodu żydowskiego, ale jednocześnie dla jego większości postulował jednak emigrację. Po zamknięciu przez niego „Przeglądu” nowym periodykiem, który jest zaliczany do wybitnych osiągnięć Wysłouchów, był dwutygodnik „Przyjaciel Ludu” wydawany przez niego od 1 kwietnia 1889 do końca 1902, do czasu przejęcia pisma przez ich wychowanka Jana Stapińskiego. Z jego redakcji wyszli ludzie, którzy dążąc do unarodowienia socjalizmu, stworzyli grunt pod ideologię ruchu chłopskiego. Sam Wysłouch, który już stopniowo odchodził od socjalizmu, stał się ideowym twórcą nowoczesnego ruch ludowego na ziemiach polskich.  
Najpoważniejszym osiągnięciem na niwie wydawniczej Bolesława Wysłoucha pozostaje wydawanie i redakcja „Kuriera Lwowskiego”. Już w styczniu 1887 wszedł on do spółki wydającej od 1883 dziennik codzienny we Lwowie pod tą nazwą. Redagował go zrazu Ludwik Masłowski, a potem przez wiele lat Henryk Rewakowicz. Pismo reprezentowało radykalny odłam demokratów galicyjskich. Od 1898 „Kurier” stał się wyłączną własnością Rewakowicza i Wysłoucha, a po śmierci pierwszego z nich przejął go sam Wysłouch, który zakupił dlań drukarnię. Jego wartość w 1913 oceniano na 300 tys. koron. Przejęcie redakcji pisma w tym czasie przez Wysłoucha zradykalizowało treść jego artykułów, przez co dziennik ulegał częstym konfiskatom. Redaktorem naczelnym „Kuriera” pozostawał Wysłouch do 1919.
W powstałym w maju 1890 Towarzystwie Przyjaciół Oświaty we Lwowie wszedł do jego zarządu jako prezes. Jego zastępcą został Bronisław Deskura, skarbnikiem Iwan Franko. Wśród zadań, jakie postawiło przed sobą towarzystwo, należy wyróżnić zakładanie czytelń, bibliotek i muzeów, wydawanie czasopism i książek o treści politycznej, kulturalnej, historycznej i społecznej. Od 1891 należał także do założycieli i działaczy Towarzystwa Szkoły Ludowej. Z jego inicjatywy 3 maja 1894 utworzono efemeryczne Towarzystwo Demokratyczne Polskie, które skupiło poza jego inicjatorem znaczących już polityków działających na rzecz ruchu ludowego z Karolem Lewakowskim, Henrykiem Rewakowiczem i Janem Stapińskim na czele. Mimo krótkiego rocznego okresu działalności przyczyniło się do ono do zjednoczenia dotychczas działających odrębnie ugrupowań chłopskich na zjeździe 28 lipca 1895 – na którym utworzono Stronnictwo Ludowe w Galicji. W nowo utworzonej partii był w latach 1898–1908 członkiem Rady Naczelnej SL (od 1903 partia występowała pod nazwą „Polskie Stronnictwo Ludowe”). Po 1908 krytyczny wobec ugodowej polityki PSL (zwłaszcza Jana Stapińskiego) wobec rządu i konserwatystów stanął wraz z Janem Dąbskim na czele tzw. frondy lwowskiej – która stała się podstawą nowej partii PSL – Zjednoczenie Niezawisłych Ludowców, której w latach 1912–1913 był prezesem. Po utworzeniu w 1914 PSL „Piast” wraz z PSL-ZNL wstąpił do niego i był członkiem jej Rady Naczelnej w latach 1914–1923. W okresie I wojny wspierał środowiska irredenty antyrosyjskiej ale nie odegrał szerszej roli politycznej.
W wolnej Polsce został wybrany do Senatu I kadencji (1922–1928) z ramienia PSL „Piast”. Po zawarciu w maju 1923 przez PSL „Piast” paktu politycznego z endecją wystąpił z tego stronnictwa. Był współzałożycielem i wiceprezesem Jedności Ludowej, a następnie członkiem Zarządu Głównego PSL „Wyzwolenie”. W 1925 wystąpił z tej partii i przeszedł do Klubu Pracy. Jako senator padł ofiarą napadu na pociąg pod Łunińcem, zorganizowanego 24 września 1924 przez czterdziestoosobową grupę dywersyjną, która po napadzie zbiegła do ZSRR. W 1928 wycofał się ostatecznie z życia politycznego. Ostatnie lata życia poświęcił  zbieraniu materiałów i dokumentów dotyczących historii ruchu ludowego, które zachowały się jako Teki Wysłouchów w dziale rękopisów Zakładu Narodowego im. Ossolińskich we Wrocławiu. Zmarł 13 września 1937 we Lwowie. Został pochowany wraz z pierwszą żoną na Cmentarzu Łyczakowskim (pole 13, nr 310). Nie posiadał odznaczeń.

## Życie prywatne
Był mężem Marii z Bouffałów (1858–1905) działaczki społecznej i oświatowej, organizatorki ruchu ludowego w Galicji. Gdy owdowiał, jego drugą żoną została w 1922 Bronisława z Szabatowskich (1896–1947), członkini ZWZ-AK i oficera Polskich Sił Zbrojnych na Zachodzie. Obydwa małżeństwa były bezdzietne.
Jego kuzynem był zakonnik i działacz ludowo-socjalistyczny Izydor Kajetan Wysłouch.